# アーリーチャップリン
『アーリーチャップリン』は、2012年にTBS系列で放送されたお笑い番組・特別番組。

## 概要
有田哲平を始めとした出演者に、あるシチュエーションでテーマに沿った「小芝居」をしてもらう。「小芝居」のシチュエーション、テーマ、そして誰と誰が演じるのかは、その場で伝えられる。出演者は即興で、しかも共演者との息を合わせての「小芝居」を、打ち合わせ無しの一発本番で披露しなければならない。その中で「最も輝いた出演者」には、ベストスモールアクターの称号が与えられる。
第2回は『ノープ・ランナー。』と改題して2012年10月12日に放送された。前回同様、有田哲平を筆頭に出演者たちは、与えられたシチュエーションに沿って即興で「小芝居」を行う。

## 出演者
- 有田哲平（くりぃむしちゅー）

第1弾
- 河本準一（次長課長）
- 芹那
- 友近
- バカリズム
- 細川茂樹
- 水原希子
- 矢作兼（おぎやはぎ）

第2弾
- 秋山竜次（ロバート）
- 児嶋一哉（アンジャッシュ）
- 鈴木浩介
- 友近
- 水原希子

## ネット局

### 第1弾
| 放送対象地域   | 放送局                | 系列    | 放送日時                     | 遅れ日数   |
| -------------- | --------------------- | ------- | ---------------------------- | ---------- |
| 関東広域圏     | TBSテレビ（TBS）      | TBS系列 | 2012年7月3日 23:45 - 翌0:50  | 制作局     |
| 北海道         | 北海道放送（HBC）     | TBS系列 | 2012年7月3日 23:50 - 翌0:50  | 同時ネット |
| 山形県         | テレビユー山形（TUY） | TBS系列 | 2012年7月3日 23:50 - 翌0:50  | 同時ネット |
| 福島県         | テレビユー福島（TUF） | TBS系列 | 2012年7月3日 23:50 - 翌0:50  | 同時ネット |
| 新潟県         | 新潟放送（BSN）       | TBS系列 | 2012年7月3日 23:50 - 翌0:50  | 同時ネット |
| 静岡県         | 静岡放送（SBS）       | TBS系列 | 2012年7月3日 23:50 - 翌0:50  | 同時ネット |
| 石川県         | 北陸放送（MRO）       | TBS系列 | 2012年7月3日 23:50 - 翌0:50  | 同時ネット |
| 熊本県         | 熊本放送（RKK）       | TBS系列 | 2012年7月3日 23:50 - 翌0:50  | 同時ネット |
| 中京広域圏     | 中部日本放送（CBC）   | TBS系列 | 2012年7月10日 23:50 - 翌0:55 | 7日遅れ    |
| 岡山県・香川県 | 山陽放送（RSK）       | TBS系列 | 2012年7月10日 23:50 - 翌0:50 | 7日遅れ    |
| 鹿児島県       | 南日本放送（MBC）     | TBS系列 | 2012年7月14日 15:00 - 16:00  | 11日遅れ   |
| 広島県         | 中国放送（RCC）       | TBS系列 | 2012年7月27日 0:50 - 1:50    | 24日遅れ   |
| 宮城県         | 東北放送（TBC）       | TBS系列 | 2013年1月2日 23:40 - 翌0:40  | 183日遅れ  |
| 近畿広域圏     | 毎日放送（MBS）       | TBS系列 | 2014年6月26日 1:09 - 2:11    | 723日遅れ  |

### 第2弾
| 放送対象地域 | 放送局                | 系列    | 放送日時                      | 遅れ日数   |
| ------------ | --------------------- | ------- | ----------------------------- | ---------- |
| 関東広域圏   | TBSテレビ（TBS）      | TBS系列 | 2012年10月12日 0:20 - 1:20    | 制作局     |
| 北海道       | 北海道放送（HBC）     | TBS系列 | 2012年10月12日 0:20 - 1:20    | 同時ネット |
| 山形県       | テレビユー山形（TUY） | TBS系列 | 2012年10月12日 0:20 - 1:20    | 同時ネット |
| 静岡県       | 静岡放送（SBS）       | TBS系列 | 2012年10月12日 0:20 - 1:20    | 同時ネット |
| 石川県       | 北陸放送（MRO）       | TBS系列 | 2012年10月12日 0:20 - 1:20    | 同時ネット |
| 長崎県       | 長崎放送（NBC）       | TBS系列 | 2012年10月12日 0:20 - 1:20    | 同時ネット |
| 広島県       | 中国放送（RCC）       | TBS系列 | 2012年10月18日 0:50 - 1:50    | 7日遅れ    |
| 中京広域圏   | 中部日本放送（CBC）   | TBS系列 | 2012年10月20日 1:20 - 2:25    | 9日遅れ    |
| 青森県       | 青森テレビ（ATV）     | TBS系列 | 2012年10月21日 14:30 - 15:30  | 10日遅れ   |
| 福島県       | テレビユー福島（TUF） | TBS系列 | 2012年12月28日 23:40 - 翌0:40 | 78日遅れ   |
| 大分県       | 大分放送（OBS）       | TBS系列 | 2013年2月23日 14:00 - 15:00   | 135日遅れ  |
| 宮城県       | 東北放送（TBC）       | TBS系列 | 2013年5月9日 0:10 - 1:10      | 210日遅れ  |
| 愛媛県       | あいテレビ（ITV）     | TBS系列 | 2013年6月1日 15:54 - 16:54    | 233日遅れ  |
| 近畿広域圏   | 毎日放送（MBS）       | TBS系列 | 2014年7月3日 1:09 - 2:11      | 630日遅れ  |

## スタッフ
- チーフプロデューサー：大久保竜
- 総合演出：丹野樹史
- プロデューサー：刀根鉄太、住田雄一
- 製作著作：TBS